# 598 Октавия
598 Октавия (598 Octavia) e астероид, от главния астероиден пояс, открит на 13 април 1906 от Макс Волф в Хайделберг.
Астероидът е от Typ X и има диаметър 72,34 км
Наречен е на Октавия, една римска благородничка. Другото му название е 1906 UC, A907 JB.